# Józef Ryszka (senator)
Józef Marek Ryszka (ur. 18 grudnia 1893 w Bestwinie, zm. 14 listopada 1970 w Sopocie) – polski ziemianin, major piechoty Wojska Polskiego, działacz rolniczy i społeczny, polityk, senator i poseł na Sejm w II RP.

## Życiorys

### Wykształcenie
W latach 1906–1914 uczył się w gimnazjum w Wadowicach (z przerwą w roku szkolnym 1911/1912). Od grudnia 1916 roku odbył dwumiesięczny kurs oficerski w Zegrzu i Warszawie (w armii niemieckiej). W październiku 1917 roku rozpoczął studia na Wydziale Prawa i Administracji Uniwersytetu Jagiellońskiego. W 1918 roku odbył kurs broni automatycznej (kartaczownic) w armii francuskiej w Murmańsku.

### Działalność niepodległościowa w latach 1909–1923
Od 1909 roku – będąc uczniem gimnazjum – należał do organizacji niepodległościowych „Promień” i „Zarzewie”. Od 1911 roku był skautem.
W 1914 roku wyruszył z drużyną skautową do Krakowa, gdzie 6 sierpnia tego roku wstąpił do właśnie tworzonych oddziałów polskich, z których później powstał 3 pułk piechoty Legionów, wchodzący w skład II Brygady Legionów Polskich. Służył w 12. kompanii tego pułku uczestnicząc w kampaniach: karpackiej, bukowińskiej, besarabskiej i wołyńskiej. 29 października 1914 roku był kontuzjowany w bitwie pod Mołotkowem. 1 stycznia 1917 roku został mianowany chorążym w piechocie.
Po kryzysie przysięgowym i po włączeniu II Brygady do Polskiego Korpusu Posiłkowego został przeniesiony do kompanii karabinów maszynowych. W grudniu 1917 roku awansował do stopnia podporucznika. Wraz z tym korpusem w okresie styczeń – luty 1918 roku walczył na froncie bukowińskim, w lutym tego roku uczestniczył w przebiciu się II Brygady pod wodzą Józefa Hallera pod Rarańczą przez front austriacki na Ukrainę. 11 maja 1918 roku walczył w bitwie pod Kaniowem, po której dostał się do niewoli niemieckiej. Uciekł z niej do Kijowa, skąd – po nawiązaniu kontaktu z Polską Organizacją Wojskową (12–30 maja 1918) – przedostał się do Murmańska. Tam brał udział w tworzeniu polskiego oddziału, który ochraniał oddziały francusko-brytyjskie.
W listopadzie 1918 roku został skierowany (przez Wielką Brytanię) do Francji, gdzie został dowódcą 14 pułku strzelców polskich w tworzonej Armii Polskiej we Francji. W grudniu 1918 roku został awansowany na porucznika.
Po przyjeździe Błękitnej Armii gen. Hallera do Polski wiosną 1919 roku, Ryszka walczył z nią na Ukrainie w 2 Pułku Instrukcyjnego Grenadierów – Woltyżerów, który później został przemianowany na 3 pułk strzelców podhalańskich. W kwietniu 1919 roku został awansowany na kapitana. Walczył w kampanii polsko-bolszewickiej w 1920 roku jako dowódca batalionu w tym pułku.
Po zakończeniu wojny na wschodzie wrócił ze swoim pułkiem na Śląsk Cieszyński, gdzie służył w czasie III powstania śląskiego jako oficer łącznikowy do Oświęcimia.
W 1922 roku komisja gen. Władysława Sikorskiego, w celu promocji oficerów z formacji frontowych za zasługi bojowe i organizacyjne, awansowała Ryszkę do stopnia majora.
Ryszka został przeniesiony do 3 pułku piechoty Legionów, a następnie do 3 pułku strzelców podhalańskich. W sierpniu 1923 roku wystąpił o przeniesienie do rezerwy.

### Dwudziestolecie międzywojenne
Osiadł w Kniaziówce, gdzie zajął się majątkiem wniesionym przez żonę. Pracował jako prezes białostockiego Oddziału Wojewódzkiego Federacji Związku Obrońców Ojczyzny. Był członkiem Związku Legionistów Polskich i prezesem Zarządu Wojewódzkiego TOiKR (Towarzystwa Organizacji i Kółek Rolniczych), 30 grudnia 1935 roku wszedł w skład Rady Głównej Centralnego TOiKR. Działał w Sejmiku Powiatowym i Wydziale Powiatowym w Sokółce, był też czynny w Białostockiej Izbie Rolniczej.
W 1935 roku został senatorem IV kadencji (1935–1938) z województwa białostockiego. W senacie pracował w komisjach wojskowej i rolnej.
W 1930 roku został wybrany na posła V kadencji (1938–1939) z listy OZN w okręgu nr 44 (Suwałki). W Sejmie był zastępcą przewodniczącego komisji wojskowej oraz członkiem komisji zmiany ordynacji wyborczej.

### II wojna światowa
We wrześniu 1939 roku zgłosił się w Dowództwie Okręgu Korpusu III w Grodnie. Do 23 września walczył z nacierającą Armią Czerwoną. Został internowany na Litwie, ale już na przełomie listopada i grudnia tego roku uciekł przez Szwecję do Francji. Wstąpił do tworzonego tam Wojska Polskiego, w którym pełnił służbę od 3 grudnia do 22 czerwca 1940 roku. Pod koniec tego okresu był dowódcą oddziału zapasowego w Partheney.
25 czerwca 1940 roku przedostał się do Wielkiej Brytanii, gdzie został kwatermistrzem organizującej się 2 Brygady Strzelców. Od 22 sierpnia tego roku do 30 czerwca 1944 roku był oficerem sztabu Samodzielnej Brygady Spadochronowej. Następnie został kwatermistrzem tej brygady. We wrześniu 1944 uległ wypadkowi w czasie przygotowywań do desantu brygady pod Arnhem. W brygadzie tej służył do 12 kwietnia 1945 roku, po czym został przeniesiony do Ośrodka Szkoleniowego Piechoty w Szkocji. Zakończył służbę 13 września 1946 roku.

### Po wojnie
Do 1968 roku przebywał w Wielkiej Brytanii. Mieszkał w Londynie i pracował jako urzędnik w firmie polonijnej. W październiku 1968 roku wrócił do Polski, zamieszkał w Sopocie. Zmarł w 1970 roku.
Po śmierci został pochowany na miejscowym cmentarzu katolickim (kwatera H1-8-9).

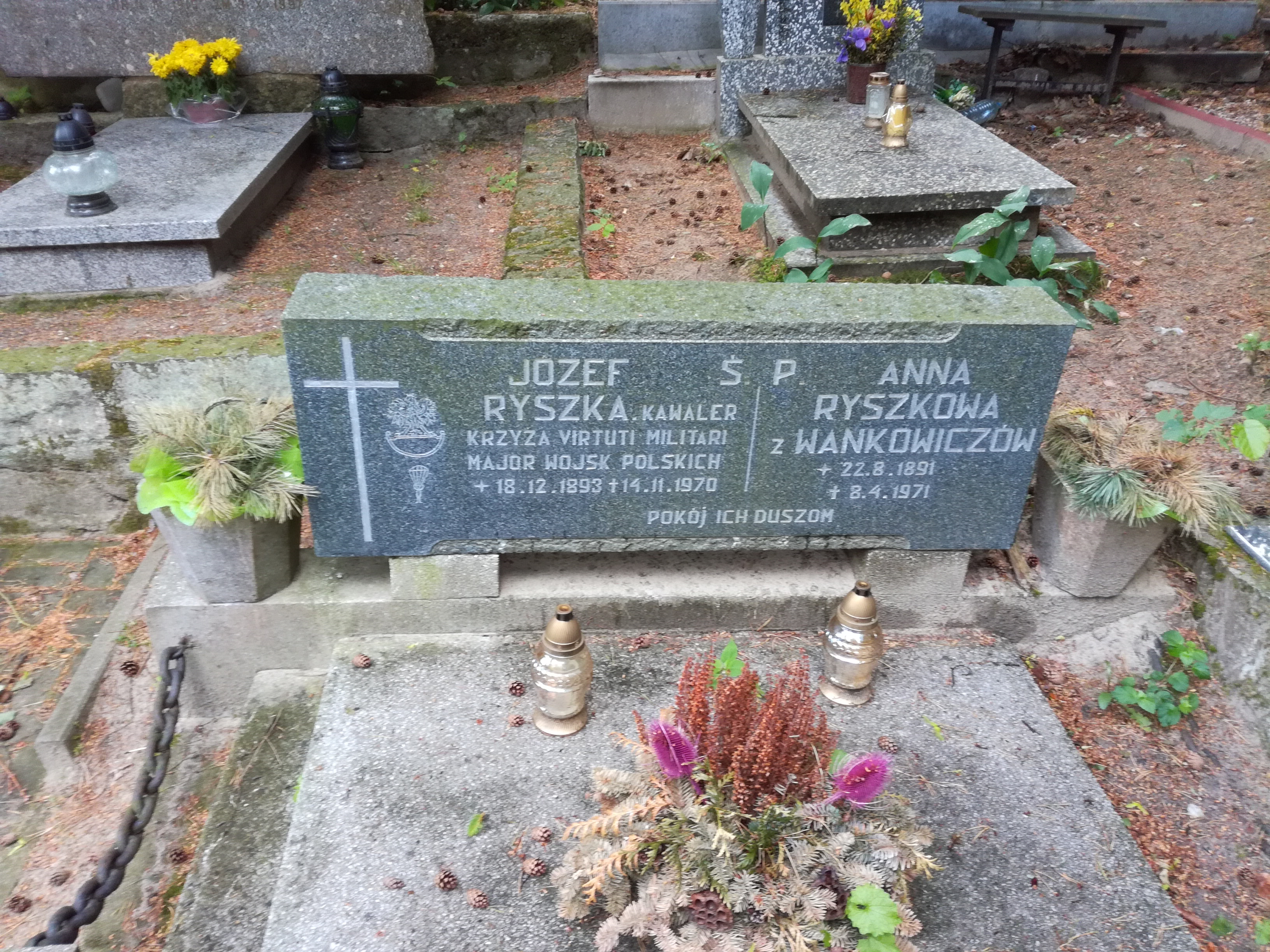
Grób Józefa Ryszki na cmentarzu katolickim w Sopocie

## Awanse
- chorąży (grudzień 1916) – w 12. kompanii 3 pułku piechoty II Brygady Legionów Polskich
- podporucznik (grudzień 1917) – w Polskim Korpusie Posiłkowym
- porucznik (grudzień 1918) – w 14 pułku strzelców polskich w Armii Polskiej we Francji
- kapitan (kwiecień 1919) – w 2 Pułku Instrukcyjnym Grenadierów – Woltyżerów, później przemianowanym na 3 pułk strzelców podhalańskich
- major (1922) – przez komisję Władysława Sikorskiego[1].

## Ordery i odznaczenia
- Krzyż Srebrny Orderu Wojskowego Virtuti Militari (1921)[7]
- Krzyż Niepodległości (24 października 1931)[8]
- Krzyż Oficerski Orderu Odrodzenia Polski (11 listopada 1937)[9]
- Krzyż Walecznych (czterokrotnie, po raz pierwszy w 1921)[10]
- Krzyż Wojenny (Francja)
- Medal Wojny 1939-1945 (Wielka Brytania)[1]

## Życie prywatne
Był synem Franciszka, ziemianina, i Marii z domu Kraus.
Ożenił się w 1921 roku z Anną Wańkowicz, z którą miał trzech synów: Marka (1922–1973), Franciszka (1924–1998) i Tadeusza (ur. 1929).